# Bastilla proxima
Bastilla proxima is een vlinder uit de familie van de spinneruilen (Erebidae). De wetenschappelijke naam is voor het eerst geldig gepubliceerd in 1902 door George Francis Hampson.
De soort komt voor in tropisch Afrika.

## Synoniemen
- Ophiusa proxima Hampson, 1902
- Parallelia proxima (Hampson, 1902)
- Parallela conjuncturana Strand, 1918
- Dysgonia conjuncturana (Strand, 1918)
- Dysgonia proxima (Hampson, 1902)